# 12696 Camus
Camus (asteróide 12696) é um asteróide da cintura principal, a 2,2521843 UA. Possui uma excentricidade de 0,14131 e um período orbital de 1 551,46 dias (4,25 anos).
Camus tem uma velocidade orbital média de 18,39115337 km/s e uma inclinação de 7,99812º.
Este asteróide foi descoberto em 26 de Setembro de 1989 por Eric Elst.